# Бишберг
Бишберг (њем. Bischberg) општина је у њемачкој савезној држави Баварска. Једно је од 36 општинских средишта округа Бамберг. Према процјени из 2010. у општини је живјело 6.049 становника. Посједује регионалну шифру (AGS) 9471117.

## Географски и демографски подаци
Бишберг се налази у савезној држави Баварска у округу Бамберг. Општина се налази на надморској висини од 236 метара. Површина општине износи 17,5 km².

## Становништво
У самом мјесту је, према процјени из 2010. године, живјело 6.049 становника. Просјечна густина становништва износи 345 становника/km².

## Међународна сарадња
| Мјесто | Држава    | Врста сарадње | Од    |
| ------ | --------- | ------------- | ----- |
|        | Француска | партнерство   | 1987. |
| Извор  |           |               |       |